# Oissy
Oissy é uma comuna francesa na região administrativa de Altos da França, no departamento de Somme. Estende-se por uma área de 5,52 km². Em 2010 a comuna tinha 220 habitantes (densidade: 39,9 hab./km²).